# Pałac w Przeczowie
Pałac w Przeczowie – eklektyczna rezydencja z cechami neogotyckimi wzniesiona w 1880 r. znajdująca się w Przeczowie.
Pałac w Przeczowie był wzmiankowany w 1830 r., obecny budynek wybudowano być może z wykorzystaniem jego murów, w drugiej połowie XIX w.. Wzniesiony jako eklektyczna rezydencja, w której przeważają cechy neogotyckie. Budynek murowany z cegły, otynkowany, rozłożony na planie zbliżonym do litery „L”, podpiwniczony, dwukondygnacyjny, w narożniku północno-wschodnim czworoboczna wieża, nakryta wysokim ostrosłupowym hełmem, nad resztą budynku dachy dwuspadowe z nowszymi lukarnami. Fasada (elewacje wschodnia) dziesięcioosiowa, z trzyosiowym ryzalitem poprzedzonym gankiem mieszczącym główne wejście. Od strony południowej skrzydło poprzeczne, pełniące funkcję kaplicy. Część okien ostrołukowa, inne z łukami Tudorów, większość w prostokątnych obramowaniach. We wnętrzach zachowany kamienny kominek i fragmenty neogotyckiej dekoracji sztukatorskiej (m.in. strop z neogotycką sztukaterią) oraz oryginalnej stolarki z motywami neogotyku.

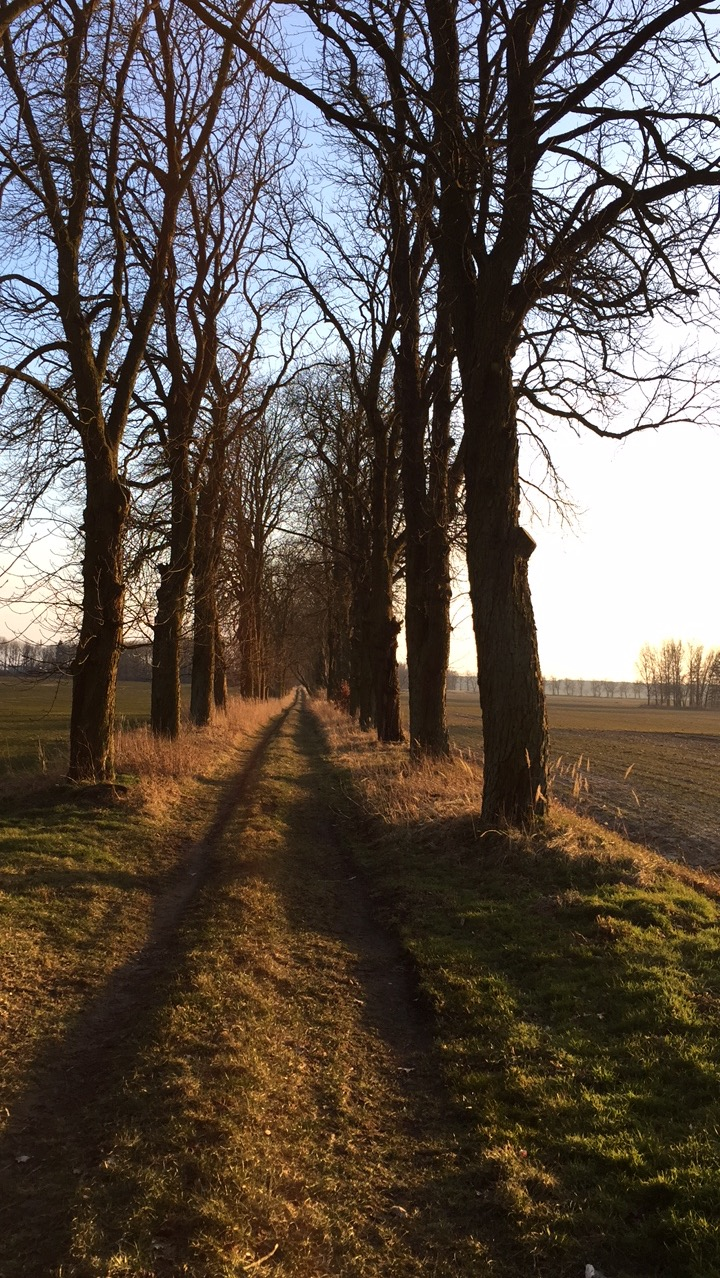
Aleja kasztanowa wiodąca do Pałacu od strony Pałacu w Karwińcu i Bierutowa

Pałac przed II wojną światową należał m.in. do rodów Rodestock i Hoffman. Przeczów znajdował się w jurysdykcji włodarzy Bierutowa. Pałac związany z bierutowskimi rodami był powiązany ze znajdującym się kilka kilometrów od niego pałacem w Karwińcu, który uległ zniszczeniu w 1945. Pozostał po nim park, pierwotnie podobnie bogaty w drzewostan jak ten w Przeczowie, o licznych rzadkich okazach krzewów. Zachowanym świadectwem łączności obu pałaców było okalające do niedawna park w Karwińcu kute ogrodzenie, identyczne jak to w Przeczowie. Pałac w Przeczowie połączony jest z tym w Karwińcu drogą wiodącą przez las, która w swoim początkowym biegu od bram rezydencji w Przeczowie wiedzie zachowaną do dziś aleją kasztanową.
Po II wojnie światowej, pałac stanowił siedzibę Państwowego Gospodarstwa Rolnego (PGR). Użytkowany do 2004 r. W 2007 r. został sprzedany prywatnemu właścicielowi przez Agencję Nieruchomości Rolnych. Obecnie nieużytkowany, ulega szabrownictwu i dewastacjom.
Do pałacu przylega park (wpisany do rejestru zabytków), z bogatym drzewostanem (35 gatunków drzew) i polaną usytuowaną tuż za budynkiem. W parku znajdują się rzadkie okazy drzew: skrzydłorzech, klon srebrzysty.
W pobliżu znajdują się dwa dziedzińce gospodarcze wokół których wzniesiono budynki dawnego folwarku. Godny uwagi jest rozległy budynek mieszkalno-gospodarczy nawiązujący do neogotyku angielskiego oraz pochodząca z 1911 r. dawna gorzelnia.